# Треугольное (озеро, Таймырский Долгано-Ненецкий район, бассейн Пясины)
Треугольное — озеро в России, находится на территории Таймырского Долгано-Ненецкого района Красноярского края. Площадь водного зеркала — 1 км².
Находится в заболоченной тундре внутри большой дуги, образованной течением реки Половинка у подножия вершины 229 м юго-восточнее устья реки Васькиной. Лежит на высоте 41 м над уровнем моря. С запада в озеро впадают два небольших водотока, из восточной части вытекает река без названия.

## Данные водного реестра
По данным государственного водного реестра России, Треугольное относится к Енисейскому бассейновому округу, водохозяйственный участок реки — Пясина и другие реки бассейна Карского моря от восточной границы бассейна Енисейского залива до западной границы бассейна р. Каменная. Речной бассейн реки — Пясина.
Код объекта в государственном водном реестре — 17020000111116100011994.